# Rhytidodera clypealis
Rhytidodera clypealis är en skalbaggsart som beskrevs av Holzschuh 2007. Rhytidodera clypealis ingår i släktet Rhytidodera och familjen långhorningar.
Artens utbredningsområde är Sarawak. Inga underarter finns listade i Catalogue of Life.